# Sébastien Pietrasanta
Pour les articles homonymes, voir Pietrasanta (homonymie).
Sébastien Pietrasanta est un homme politique français né le 7 août 1977 à Asnières-sur-Seine. Membre du Parti socialiste, maire d’Asnières-sur-Seine de mars 2008 à mars 2014, conseiller régional entre mars 2004 et 2012 et député de la 2e circonscription des Hauts-de-Seine de juin 2012 à juin 2017.

## Biographie

### Formation et débuts militants
Sébastien Pietrasanta effectue toute sa scolarité au collège et au lycée Renoir à Asnières sur Seine, et exerce le métier de professeur de lettres-histoire en lycée professionnel à Clichy. Il est titulaire d'un doctorat en histoire contemporaine obtenu en 2005. Sa thèse porte sur « Bergery, Déat et Doriot et l’encadrement de la jeunesse ».
Il milite depuis son adolescence au syndicat lycéen Fidl (Fédération indépendante et démocratique lycéenne) dont il devient le vice-président, à SOS Racisme et au Parti socialiste (dont il est membre depuis 1994).
En 1998, il s'engage dans le milieu associatif de la ville. Il crée une association pour lutter contre le racisme et les discriminations.
Il crée également une association de quartier au cœur du nord de la ville. Cette dernière met en place du soutien scolaire, de l'alphabétisation, un atelier de recherche d'emploi, un restaurant associatif, un groupe de paroles de femmes, au cœur des quartiers des Hauts-d'Asnières, aux Courtilles.

### Maire d'Asnières

#### Élections municipales de 2008
En 2001, Sébastien Pietrasanta devient le plus jeune conseiller municipal d'Asnières à 23 ans. Il est ensuite élu président des élus socialistes de la ville.
À la fin de l'année 2007, les militants socialistes d'Asnières désignent Sébastien Pietrasanta pour mener la liste PS aux élections municipales à venir. À l'issue du premier tour, sa liste PS/Verts totalise près de 33 % des voix, contre 41 % pour le maire sortant UMP Manuel Aeschlimann. Entre les deux tours, il fait fusionner sa liste avec celle du MoDem conduite par Christian Leblond et la liste divers droite dirigée par Josiane Fischer.
Le 16 mars 2008, la liste « Le grand rassemblement pour Asnières » remporte le scrutin avec 51,86 % des voix et gagne 37 élus, face à celle de Manuel Aeschlimann, avec 12 élus. Une semaine plus tard, le 22 mars, il est élu maire d'Asnières et devient le plus jeune maire des Hauts-de-Seine.

#### Action municipale
Des programmes d'égalité des chances sont mis en place : une organisation du transport scolaire visant à promouvoir la mixité (busing) entre les écoles Descartes et Jean d'Ormesson. Des pôles d'excellence sont créés dans les Hauts-d'Asnières : une classe orchestre, une classe théâtre et une classe bi-langue (anglais-allemand). Il existe également une radio à l'école Descartes. Enfin, des actions de soutien scolaire sont renforcées avec les clubs coup de pouce et coup de main.
Pour dénoncer le non-remplacement des enseignants dans les écoles asniéroises, il envoie une lettre au ministre de l'Éducation nationale, Luc Chatel. Il en est même venu à remplacer lui-même un professeur absent et non remplacé dans une classe de CP.
Des produits bio sont introduits dans les menus des restaurants scolaires, dont le contenu est discuté avec une commission d'enfants. Des « selfs qui font grandir » sont aussi installés dans trois écoles de la ville (Aulagnier, Mauriceau et Fontaine), pionnières dans le programme Mangez-Bougez. À ce sujet, la secrétaire à la Santé des États-Unis, Kathleen Sebelius, effectue une visite dans une école pour s'inspirer de ce projet pour la campagne de Michelle Obama Let's move!.
Pour ce qui est de la musique, la ville d'Asnières crée un studio d'enregistrement.

#### Élections municipales de 2014
Pietrasanta se représente lors des élections municipales de 2014 mais sa liste est battue au second tour par celle menée par Manuel Aeschlimann (qui obtient 50,12 % des suffrages exprimés, soit 70 voix de plus). Candidat aux élections partielles en juin 2015 à la suite de l'annulation du premier scrutin en raison d'irrégularités constatées par le Conseil d'État lors des élections de 2014, il est battu et obtient 43,89 % des suffrages. Il démissionne de son mandat de conseiller municipal quelques jours plus tard.

### Conseiller régional
Élu entre 2004 et 2012 au Conseil régional d'Île-de-France, il est membre de deux commissions : « Démocratie régionale et jeunesse » et « Politique de la ville et sécurité ».
Lors de l'élection régionale 2010, Sébastien Pietrasanta est présent sur la liste PS menée par Philippe Kaltenbach dans les Hauts-de-Seine et est réélu Conseiller régional d'Île-de-France. Il quitte son poste de conseiller régional en 2012 car il a été élu député lors des législatives de juin 2012.

### Député

#### Élection législative de 2012
Sébastien Pietrasanta est le candidat du PS sur la deuxième circonscription des Hauts-de-Seine lors de l'élection législative de 2012. François Hollande est arrivé en tête sur cette circonscription lors de l'élection présidentielle avec 51 % des suffrages.
Au 1er tour des élections législatives, Sébastien Pietrasanta recueille 37,56 % des suffrages sur la circonscription (dont 38,98 % sur Asnières), contre 27,63 % pour Manuel Aeschlimann (UMP) et 13,84 % pour Rama Yade. Au 2d tour, Sébastien Pietrasanta bat Manuel Aeschlimann avec 53,53 % des voix des Asniérois et des Colombiens du Sud (dont 54,28 % à Asnières). Il est élu député de la 2e circonscription des Hauts-de-Seine, le premier socialiste sous la Ve République.

#### Travail à l'Assemblée nationale
Sébastien Pietrasanta est membre de la commission des lois de l'Assemblée nationale.
De décembre 2012 (création de la CE) à mai 2013, il est Vice-président de la Commission d'enquête sur le fonctionnement des services de renseignement français dans le suivi et la surveillance des mouvements radicaux armés (rapport de Jean-Jacques Urvoas rendu le 24 mai 2013).
Il est l'auteur du rapport no 2173 du 22 juillet 2014 sur le projet de loi renforçant les dispositions relatives à la lutte contre le terrorisme (no 2110),.
En février 2016, il est rapporteur de la Commission d’enquête relative aux moyens mis en œuvre par l’État pour lutter contre le terrorisme depuis le 7 janvier 2015 (rapport sera rendu en juillet 2016)
De février à juillet 2015, sur demande du Premier ministre, il est nommé en mission durant 6 mois auprès du ministre de l’Intérieur sur la déradicalisation (état des lieux, comparaisons internationales, propositions).

#### Rapporteur du projet de loi sur la lutte contre le terrorisme
Sébastien Pietrasanta a été le rapporteur du projet de loi renforçant les dispositions relatives à la lutte contre le terrorisme (no 2110). Il a rédigé, au nom de la Commission des Lois, un rapport (no 2173) au sujet de ce projet de loi.
Le projet de loi, présenté le mercredi 9 juillet 2014 par Bernard Cazeneuve, ministre de l’Intérieur, en Conseil des ministres, vise à renforcer le plan gouvernemental de lutte contre la radicalisation violente et les filières terroristes.
La loi 2014-1353 adoptée le 13 novembre 2014 permet notamment la pénalisation des propos faisant l'apologie du terrorisme. La peine maximum encourue de 5 ans d'emprisonnement et 75 000 € d'amende est portée à 7 ans d'emprisonnement et 100 000 € d'amende pour des propos tenus sur Internet.

#### Prises de position politiques
Il apporte son soutien à François Hollande lors de la Primaire présidentielle socialiste de 2011 et devient le porte-parole du comité de campagne du candidat dans les Hauts-de-Seine.
Le 26 novembre 2015, il est nommé secrétaire national chargé des questions de sécurité au sein du Parti socialiste.
Le 16 janvier 2016, Les Inrockuptibles publient un portrait de Sébastien Pietrasanta dans lequel l'homme politique prend position contre la déchéance de nationalité.

### Affaires judiciaires et polémiques
En octobre 2006, Pietrasanta affirme sur son blog qu'un employé municipal chargé d'une mission jeunesse pour la mairie UMP, est un « caïd », qu'il possède un casier judiciaire chargé et qu'il est contre l'émancipation des femmes. Condamné par la justice le 23 mai 2009 pour diffamation, Pietrasanta écope de 1 000 euros d’amende avec sursis et doit régler 1 500 euros de dommages et intérêts.
Sous son mandat, la mairie d'Asnières se fait rappeler à la loi pour des marchés publics relatifs à la sécurisation des sorties scolaires, attribués à une association entre juillet 2008 et juillet 2010, pour un montant de 600 000 euros. Toutefois, l'affaire est classée sans suite par la justice.
Après sa défaite à l'élection municipale de 2014, il est accusé par l'UMP locale d'avoir volé quatorze disques durs des ordinateurs des élus PS sortants mais, pour Pietrasanta il était convenu avec Aeschlimann que ces disques durs seraient nettoyés de leurs données personnelles puis rendus, ce qui a été le cas selon lui. L'affaire a ensuite été classée par le tribunal de Nanterre.[réf. nécessaire]
En juin 2016, Sébastien Pietrasanta est condamné en appel par le tribunal de Versailles pour avoir diffamé Manuel Aeschlimann dans une tribune du journal municipal datant de juin 2014.
Sébastien Pietrasanta est également mis en examen le 8 juillet 2016 pour concussion dans l'affaire du « porno soft d'Asnières ». Cette mise en examen fait suite à une plainte déposée par son successeur à la mairie d'Asnières qui l'accuse d'avoir exonéré de loyer son adjoint de l'époque, Julien Richard, pour le tournage d'un extrait de film érotique dans les locaux de la mairie. Le juge n'a toutefois pas retenu la qualification de prise illégale d'intérêt pour laquelle Manuel Aeschlimann avait porté plainte. Finalement, Sébastien Pietrasanta est relaxé le 8 novembre 2019 par le tribunal correctionnel de Nanterre et Manuel Aeschlimann est condamné pour diffamation.
En novembre 2016, il annonce son retrait de la vie politique, effectif à la fin de son mandat de député en juin 2017, pour « avoir une seconde vie ». Il est depuis apparu plusieurs fois sur BFMTV comme consultant de la chaîne, spécialiste du terrorisme.

## Synthèse des résultats électoraux

### Élections législatives
| Année | Parti | Parti | Circonscription       | 1er tour | 1er tour | 1er tour | 2d tour | 2d tour | 2d tour | Issue |
| Année | Parti | Parti | Circonscription       | Voix     | %        | Rang     | Voix    | %       | Issue   | Issue |
| ----- | ----- | ----- | --------------------- | -------- | -------- | -------- | ------- | ------- | ------- | ----- |
| 2012  |       | PS    | 2e des Hauts-de-Seine | 14 080   | 37,56    | 1er      | 18 876  | 53,53   | 1er     | Élu   |

### Élections municipales
Les résultats ci-dessous concernent uniquement les élections où il est tête de liste.
| Année | Liste | Liste | Commune            | 1er tour | 1er tour | 1er tour | 2d tour | 2d tour | 2d tour | Sièges obtenus |
| Année | Liste | Liste | Commune            | Voix     | %        | Rang     | Voix    | %       | Rang    | Sièges obtenus |
| ----- | ----- | ----- | ------------------ | -------- | -------- | -------- | ------- | ------- | ------- | -------------- |
| 2008  |       | PS    | Asnières-sur-Seine | 7 830    | 33,66    | 2e       | 13 524  | 51,87   | 1er     | 37 / 49        |
| 2014  | 9 287 | PS    | Asnières-sur-Seine | 35,48    | 1er      | 13 481   | 49,87   | 2e      | 13 / 53 |                |
| 2015  | 7 255 | PS    | Asnières-sur-Seine | 36,30    | 2e       | 9 065    | 43,90   | 2e      | NC      |                |